# Arzfeld
Arzfeld település Németországban, Rajna-vidék-Pfalz tartományban. Lakosainak száma 1459 fő (2023. december 31.).

## Népesség
A település népességének változása:
| Lakosok száma | 1075 | 1364 | 1380 | 1420 | 1434 | 1459 |
|               | 1975 | 2017 | 2019 | 2021 | 2022 | 2023 |